# هیرو سرتیفاید برگر
هیرو سرتیفاید برگر (انگلیسی: Hero Certified Burgers) شرکت رستوران‌های زنجیره‌ای کانادایی است، که در سال ۲۰۰۴ تأسیس شد.